# Angeleno
Angeleno® es una variedad cultivar de ciruelo (Prunus salicina), de las denominadas ciruelas japonesas.
Una variedad que fue obtenida por John Garabedian en 1967 en California (EE. UU.) de libre polinización de 'Queen Ann'.
Las frutas tienen una pulpa bastante suave, muy jugosa, con textura densa, crujiente, con un sabor dulce y agradable con un buen aroma.

## Sinonimia
- "Angelino",
- "Suplumsix",
- "Prunus salicina Angeleno".[3]

## Historia
'Angeleno' variedad de ciruela, se originó de polinización abierta de 'Queen Ann' fue obtenida por John Garabedian en 1967 en California (EE. UU.).
Fue introducida en los circuitos comerciales en 1995. 'Angelino' es una variedad de "Sunworld variety". Para obtener los derechos de producción están controlados por "Sun World International". 'Angeleno' está bajo licencia de marca registrada por "Sun World, USA".
'Angeleno' está cultivada en España, Italia, Portugal, Sudáfrica, Chile, y Argentina.

## Características

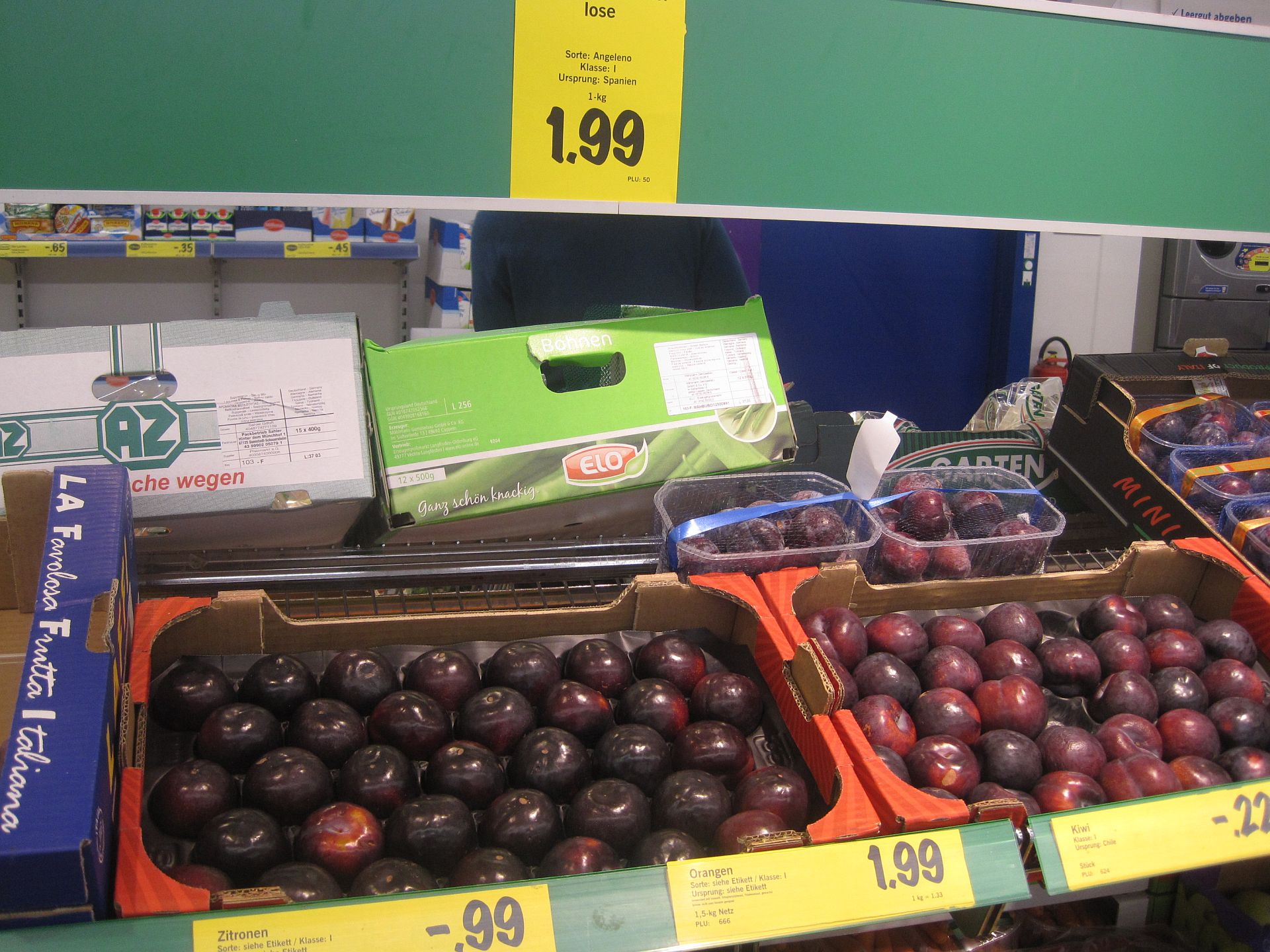
Frutería en Alemania con ciruelas Angeleno.

'Angeleno' árbol medio y vigoroso, siendo su fuerte crecimiento erguido una característica notable de la variedad, extendido, bastante productivo. Flor blanca, que tiene un tiempo de floración que comienza a partir del 18 de abril con el 10% de floración, para el 21 de abril tiene una floración completa (80%), y para el 8 de mayo tiene un 90% de caída de pétalos. Es auto estéril necesita un polinizador adecuado.
'Angeleno' tiene una talla de fruto mediano, de forma redondo ligeramente achatado sobre todo en la zona peduncular, regular y simétrico; epidermis tiene una piel lisa de color rojo violáceo cubierta casi en su totalidad por azul oscuro, casi negro, a menudo con numerosas manchas de "ruginoso-"russetting" color marrón pardo, y tiene una textura jugosa y derretida. A diferencia de muchas otras ciruelas, 'Angeleno' ya ha desarrollado un buen sabor en la etapa de maduración de la cosecha, y cuando está madura para comer tiene un sabor dulce y agradable con un buen aroma, 12 a 14° ºBrix.
Hueso adherente, pequeño, elíptico, aplanado, surcos poco marcados, superficie rugosa.
Su tiempo de recogida de cosecha se inicia en su maduración de principios a mediados de septiembre.

## Usos
Una buena ciruela de postre fresco en mesa.

## Polinización
Aunque es auto polinizable, para una abundante productividad son necesarias variedades polinizadoras tal como 'Moon Globe'®, 'Golden Globe'®, 'Fortune', 'Black Star', 'Friar', 'Santa Rosa' y 'Ozark Premier'.